# العلاقات التشيكية السلوفاكية
العلاقات التشيكية السلوفاكية هي العلاقات الثنائية التي تجمع بين التشيك وسلوفاكيا.

## مقارنة بين البلدين
هذه مقارنة عامة ومرجعية للدولتين:
| وجه المقارنة                                              | التشيك                                                                            | سلوفاكيا                                                       |
| --------------------------------------------------------- | --------------------------------------------------------------------------------- | -------------------------------------------------------------- |
| المساحة (كم2)                                             | 78.87 ألف                                                                         | 49.03 ألف                                                      |
| عدد السكان (نسمة)                                         | 10.52 مليون                                                                       | 5.44 مليون                                                     |
| الكثافة السكانية (ن./كم²)                                 | 133.38                                                                            | 110.95                                                         |
| العاصمة                                                   | براغ                                                                              | براتيسلافا                                                     |
| اللغة الرسمية                                             | اللغة التشيكية                                                                    | اللغة السلوفاكية                                               |
| العملة                                                    | كرونة تشيكية، كرونة تشيكوسلوفاكية                                                 | كرونة سلوفاكية، يورو                                           |
| الناتج المحلي الإجمالي (بليون دولار)                      | 215.73 مليار                                                                      | 95.77 مليار                                                    |
| الناتج المحلي الإجمالي (تعادل القوة الشرائية) بليون دولار | 356.15 مليار                                                                      | 162.34 مليار                                                   |
| الناتج المحلي الإجمالي الاسمي للفرد دولار أمريكي          | 17.55 ألف                                                                         | 16.09 ألف                                                      |
| الناتج المحلي الإجمالي للفرد دولار أمريكي                 | 31.19 ألف                                                                         | 30.46 ألف                                                      |
| مؤشر التنمية البشرية                                      | 0.878                                                                             | 0.844                                                          |
| رمز المكالمات الدولي                                      | +420                                                                              | +421                                                           |
| رمز الإنترنت                                              | .cz                                                                               | .sk                                                            |
| المنطقة الزمنية                                           | ت ع م+01:00، ت ع م+02:00، توقيت وسط أوروبا، توقيت وسط أوروبا الصيفي، أوروبا/براغ ‏ | توقيت وسط أوروبا، ت ع م+01:00، ت ع م+02:00، أوروبا/براتيسلافا ‏ |

## مدن متوأمة
في ما يلي قائمة باتفاقيات التوأمة بين مدن تشيكية وسلوفاكية:
- ترتبط لوني مع لوتشينيتس باتفاقية توأمة منذ 1993.[14][15][16][17]
- ترتبط باردوبيتسه مع Vysoké Tatry [الإنجليزية]‏ باتفاقية توأمة منذ 2004.[18][19][18][19]
- ترتبط Otrokovice [الإنجليزية]‏ مع دوبنيتسا ناد فاهوم باتفاقية توأمة.
- ترتبط ملادا بوليسلاف مع بيزينوك باتفاقية توأمة.
- ترتبط فيشكوف مع ميخالوفتسى باتفاقية توأمة.
- ترتبط أوهرسكه هراديشتيه مع ترنتشين باتفاقية توأمة.
- ترتبط Hranice (Přerov District) [الإنجليزية]‏ مع هلوهوفيتس باتفاقية توأمة.
- ترتبط يسينيك مع بوينيتسى باتفاقية توأمة.
- ترتبط Holešov [الإنجليزية]‏ مع تورتشينسكي تيبليتسي باتفاقية توأمة.
- ترتبط Fryšták [الإنجليزية]‏ مع Muráň [الإنجليزية]‏ باتفاقية توأمة.
- ترتبط Rousínov [الإنجليزية]‏ مع Podbranč [الإنجليزية]‏ باتفاقية توأمة.
- ترتبط ترتنوف مع سينيتسا باتفاقية توأمة منذ 2008.
- ترتبط أوسترافا مع كوشيتسه باتفاقية توأمة منذ 1971.
- ترتبط بشيبرام مع كيجماروك باتفاقية توأمة.
- ترتبط Česká Třebová [الإنجليزية]‏ مع سفيت باتفاقية توأمة منذ 9 يونيو 2005.[20]
- ترتبط Dolní Benešov [الإنجليزية]‏ مع راجيتسكه تيبليسي باتفاقية توأمة.
- ترتبط شترنبرك [الإنجليزية]‏ مع دبشينا باتفاقية توأمة.
- ترتبط Náměšť nad Oslavou [الإنجليزية]‏ مع ميدزيلابورتسى باتفاقية توأمة.
- ترتبط شومبيرك مع بريفيدزا باتفاقية توأمة.
- ترتبط Bystřice nad Pernštejnem [الإنجليزية]‏ مع فرانوف ناد توبلوا باتفاقية توأمة.
- ترتبط بريتسلاف مع ترنافا باتفاقية توأمة.
- ترتبط Hlučín [الإنجليزية]‏ مع روجومبيروك باتفاقية توأمة.
- ترتبط Hlinsko [الإنجليزية]‏ مع بوخوف باتفاقية توأمة.
- ترتبط هرادتس كرالوفه مع بانسكا بيستريتسا باتفاقية توأمة منذ 3 سبتمبر 2010.[21][22][23][24]
- ترتبط Pohořelice [الإنجليزية]‏ مع برزوفا بود برادلوم باتفاقية توأمة.
- ترتبط Klimkovice [الإنجليزية]‏ مع ايلافا باتفاقية توأمة.
- ترتبط Kuřim [الإنجليزية]‏ مع ليوبولدوف باتفاقية توأمة.
- ترتبط براغ مع براتيسلافا باتفاقية توأمة منذ 1967.
- ترتبط Litovel [الإنجليزية]‏ مع روفيتسا باتفاقية توأمة.[25]
- ترتبط برنو مع براتيسلافا باتفاقية توأمة منذ 1973.
- ترتبط Přibyslav [الإنجليزية]‏ مع سلياتس باتفاقية توأمة.
- ترتبط زلين مع ترنتشين باتفاقية توأمة.
- ترتبط زنويمو مع Ružinov [الإنجليزية]‏ باتفاقية توأمة.
- ترتبط برشيروف مع برديوف باتفاقية توأمة منذ 7 أغسطس 2010.[26][27]
- ترتبط Slavičín [الإنجليزية]‏ مع Uhrovec [الإنجليزية]‏ باتفاقية توأمة.
- ترتبط Krnov [الإنجليزية]‏ مع راجتس باتفاقية توأمة.
- ترتبط هافليتشكوف برود مع سبيشسكا نوفا فيس باتفاقية توأمة.
- ترتبط نوفي يتشين مع كرمنيتسا باتفاقية توأمة.
- ترتبط Fulnek [الإنجليزية]‏ مع فورتكي باتفاقية توأمة.
- ترتبط Rýmařov [الإنجليزية]‏ مع كرمباخي باتفاقية توأمة.
- ترتبط كروميشريش مع نيترا باتفاقية توأمة.
- ترتبط برونتال مع شتوروفو باتفاقية توأمة منذ 8 ديسمبر 1997.
- ترتبط سوشيتسا مع زفولن باتفاقية توأمة.
- ترتبط Uherský Brod [الإنجليزية]‏ مع نوفى ميستو ناد فاهوم باتفاقية توأمة.
- ترتبط Nepomuk [الإنجليزية]‏ مع كروبينا باتفاقية توأمة.
- ترتبط براخاتيتسه مع زفولن باتفاقية توأمة.
- ترتبط أوبافا مع ليبتوفسكي ميكولاش باتفاقية توأمة.[28][29][30][31]
- ترتبط Slopné [الإنجليزية]‏ مع Slopná [الإنجليزية]‏ باتفاقية توأمة.
- ترتبط راكوفنيك مع كرالوسكي خلمتش باتفاقية توأمة.
- ترتبط هافروف مع تورتشينسكي تيبليتسي باتفاقية توأمة.
- ترتبط نيمبورك مع فورتكي باتفاقية توأمة منذ 2004.
- ترتبط هودونين مع هليتش باتفاقية توأمة منذ 1996.
- ترتبط تشيسكي بوديوفيتسه مع نيترا باتفاقية توأمة منذ 1979.
- ترتبط Kralupy nad Vltavou [الإنجليزية]‏ مع كومارنو باتفاقية توأمة.
- ترتبط تربيتش مع هوميني باتفاقية توأمة منذ 2000.[32][33][32][33]
- ترتبط Poděbrady [الإنجليزية]‏ مع بييشتاني باتفاقية توأمة.
- ترتبط أوستي ناد أورليتسي مع بوبراد باتفاقية توأمة.
- ترتبط Žirovnice [الإنجليزية]‏ مع تريستينا باتفاقية توأمة.
- ترتبط Luhačovice [الإنجليزية]‏ مع بييشتاني باتفاقية توأمة.
- ترتبط تشيسكي تشين مع روجنافا باتفاقية توأمة.

## منظمات دولية مشتركة
يشترك البلدان في عضوية مجموعة من المنظمات الدولية، منها:
| علم المنظمة | اسم المنظمة                               | تاريخ انضمام التشيك | تاريخ انضمام سلوفاكيا |
| ----------- | ----------------------------------------- | ------------------- | --------------------- |
|             | المنظمة الأوروبية لسلامة الملاحة الجوية   | 1996                | 1997                  |
|             | منظمة الشرطة الجنائية الدولية             | ?                   | ?                     |
|             | الاتحاد البريدي العالمي                   | ?                   | ?                     |
|             | مركز تنسيق الحركة في أوروبا ‏              | ?                   | ?                     |
|             | حلف شمال الأطلسي                          | 12 مارس 1999        | 29 مارس 2004          |
|             | منظمة التجارة العالمية                    | ?                   | ?                     |
|             | منظمة التعاون الاقتصادي والتنمية          | ?                   | ?                     |
|             | الفريق المعني برصد الأرض                  | ?                   | ?                     |
|             | مجموعة الموردين النوويين                  | ?                   | ?                     |
|             | مؤسسة التنمية الدولية                     | 1993                | 1993                  |
|             | اتفاقية السماوات المفتوحة                 | ?                   | ?                     |
|             | منظمة الأمن والتعاون في أوروبا            | 1993                | 1993                  |
|             | الوكالة الدولية للطاقة                    | ?                   | ?                     |
|             | مؤسسة التمويل الدولية                     | 1993                | 1993                  |
|             | منظمة حظر الأسلحة الكيميائية              | ?                   | ?                     |
|             | الأمم المتحدة                             | 19 يناير 1993       | 19 يناير 1993         |
|             | الاتحاد الدولي للاتصالات                  | 1993                | 23 فبراير 1993        |
|             | الاتحاد الأوروبي                          | 1 مايو 2004         | 1 مايو 2004           |
|             | البنك الدولي للإنشاء والتعمير             | 1993                | 1993                  |
|             | مجموعة أستراليا                           | 1994                | 1994                  |
|             | المركز الدولي لتسوية المنازعات الاستشارية | 22 أبريل 1993       | 26 يونيو 1994         |
|             | وكالة ضمان الاستثمار متعدد الأطراف        | 1993                | 1993                  |
|             | يونسكو                                    | 22 فبراير 1993      | 9 فبراير 1993         |

## أعلام
هذه قائمة لبعض الشخصيات التي تربطها علاقات بالبلدين:
- أدولف برغر (12 أغسطس 1917[42][43] – 6 ديسمبر 2016)
- تاتيانا كوتشاروفا (23 ديسمبر 1987 – )
- توماس ماساريك (7 مارس 1850[44][45][46] – 14 سبتمبر 1937[44][45][46])
- جان مازاريك (سياسي تشيكي، 14 سبتمبر 1886[47][48][49] – 10 مارس 1948[50][47][48])
- جوزيف تشوفانيتش (لاعب كرة قدم تشيكي، 7 مارس 1960[51] – )
- جون كدار (1 أبريل 1918[52] – 1 يونيو 1979[52])
- كارولينا كوركوفا (28 فبراير 1984 – )

## وصلات خارجية
- موقع وزارة الخارجية التشيكية
- موقع وزارة الخارجية السلوفاكية